# Alleucosma affinis
Alleucosma affinis är en skalbaggsart som beskrevs av Franz Antoine 1989. Alleucosma affinis ingår i släktet Alleucosma och familjen Cetoniidae. Inga underarter finns listade i Catalogue of Life.